# メンリッケ

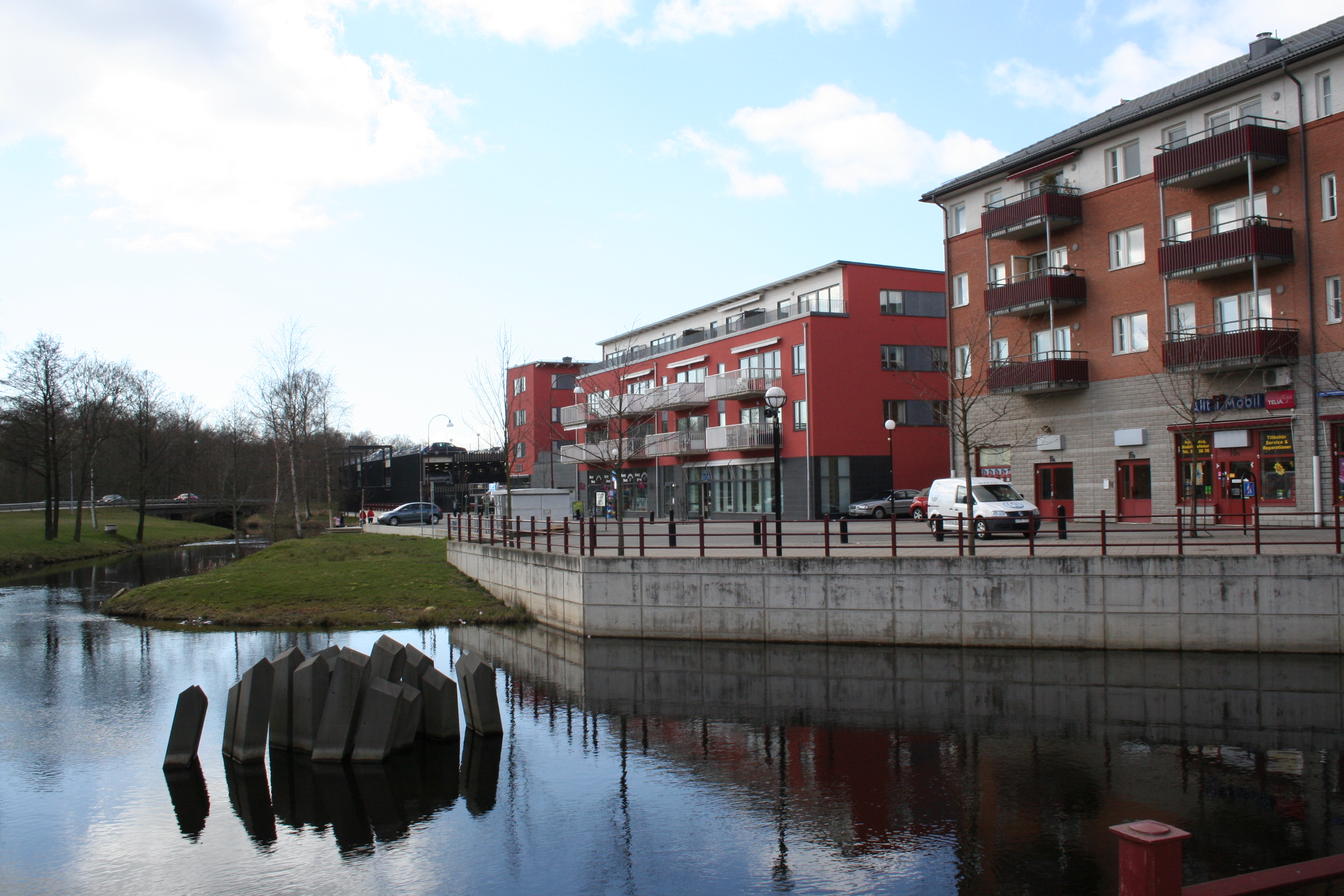
メンリッケ中心部。手前のメンダール川にはラーシュ・クレーン（Lars Kleen）作の彫刻「Arton」（アートン 18）が見える。

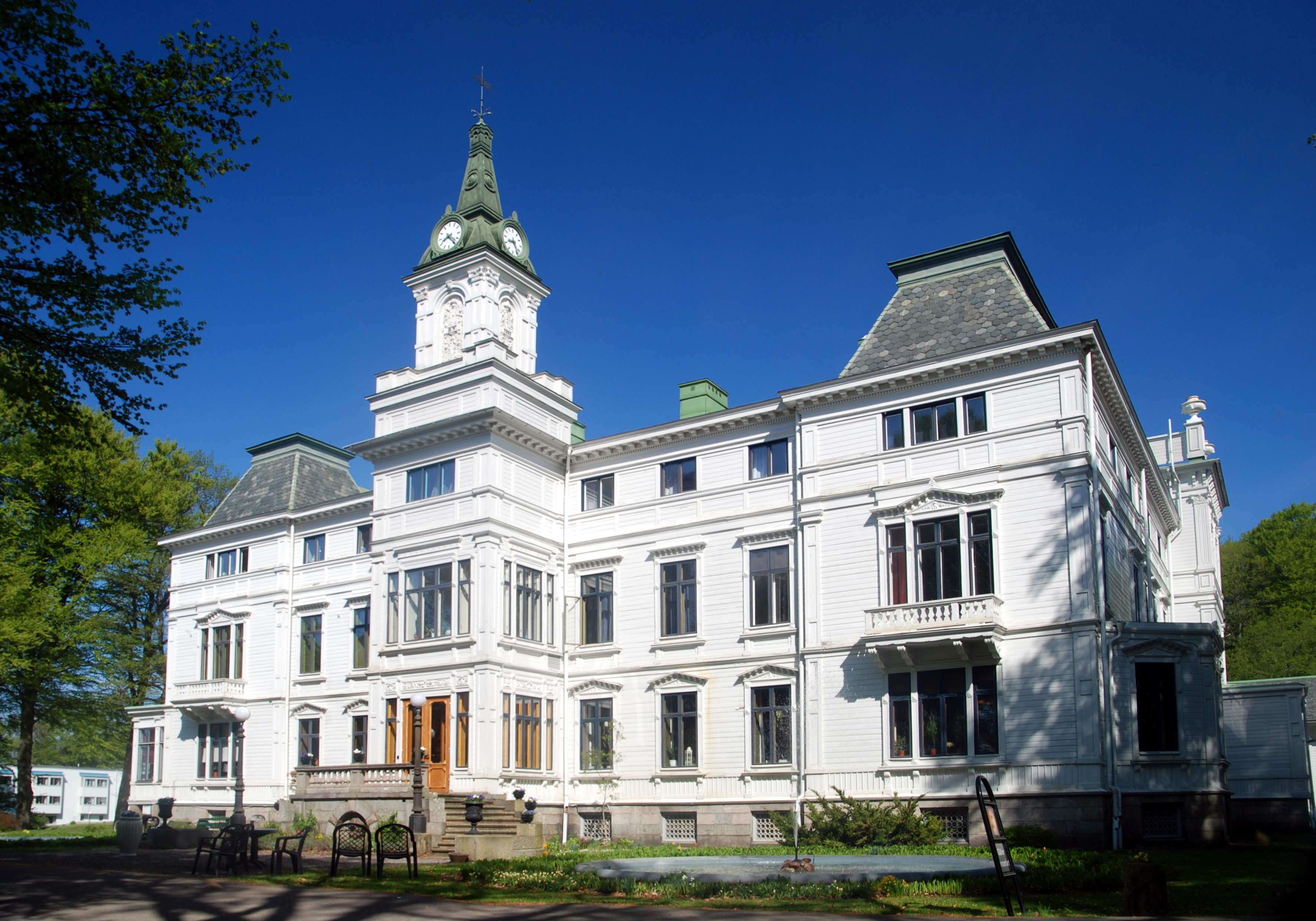
ヴェンデルスベリ国民高等学校

メンリッケ (スウェーデン語: Mölnlycke) は、スウェーデン西部のヴェストラ・イェータランド県、ヘリダ市の中心地。2019年現在の人口は17,499人（スウェーデン統計局調べ)。モルンリケと表記されることもある。
市街地の多くは住宅地で、スウェーデン第二の都市ヨーテボリの中心地から南東におよそ10キロの近郊に位置していることから、ヨーテボリのベッドタウンとなっている。

## 歴史
メンリッケの名前の原型は、1609年には「Molnelyckie（モルネリッキー）」の形で、1675年には「Möllnelycke（メルネリッケ）」、1825年には「Mölnlycka（メンリッカ）」と記録された文書がある。名前の由来は、前半のMöln（メルン）は、メンダール（Mölndal）と同じく、石臼（ミル）を意味する「mölna」（メルナ）から、後半のlycke（リッケ）は、囲まれた土地を意味する「lycka」（リッカ）から来ている。
メンリッケの集落はメンリッケ・ヴェフベリー社（Mölnlycke Väfveri AB）メンリッケ工場（Mölnlycke fabriker）、後のメンリッケ社（Mölnlycke AB）の労働者の居住地として発展してきた。1849年にザクセン出身のグスタフ・フェルディナント・ヘニング（Gustaf Ferdinand Hennig 1786–1853）がメンリッケ工場を設立した。工場はその後、長年にわたりヘニングの娘婿、ブルーノ・ヴェンデル（Bruno Wendel 1824–1893）が経営を担った。ブルーノ・ヴェンデルもまたザクセンで生まれた。工場では1990年代終わりまで、繊維や様々な種類の繊維製品を製造していた。当時の工場の跡地は、現在改築され、数々の企業の建物になっている。また、ヴェンデルが自宅として工場の北側に築いたお城の様な白い木造の屋敷は、1908年以降ヴェンデルスベリ国民高等学校になっている。
メンリッケ工場は事業拡大に伴い、1876年にヒューレベック工場（Hulebäcksfabriken）を建設した。ヒューレベック工場は当初メンリッケ工場が所有、経営していたが、後に別の経営主体に譲渡された。現在工場の跡地とその周辺には、ヘリダ市立ヒューレベック高校（Hulebäcksgymnasiet 1995年創立）をはじめ、繊維工場、家具工場、機械販売店などがある。
1800年代終わりから1900年代にかけては、園芸農業がメンリッケの重要な産業となり、花や果物、野菜などを栽培し、イェーテボリへ出荷していた。栽培農家はメンリッケやその周辺に多く見られ、例えば、ローダセテリー農園（Råda säteri）、ピクスボーヘルゴード庭園（Pixbo herrgård）に加え、メンリッケ中心部付近にもあった。
メンリッケの中心部には当初マッセ沼（Massetjärn）の南側に鉄道駅があったが、1900年代の間、徐々に現在駅があるローダ湖（Rådasjön）とマッセ沼の間に移動した。2000年代には大規模に改築が行われ、鉄道駅は2003年に現在の場所に移動し、バスターミナル「メンリッケ・レースセントルム」（Mölnlycke resecentrum メンリッケ旅客センター）に隣接している。

## 地理
メンリッケの東南東には、小地区のニーア・ロンゲネース（Nya Långenäs）とベーナレビー（Benareby）があるが、独自の公共サービスがないため、事実上メンリッケに属している。また、中心地から南西にあるピクスボー（Pixbo）はメンリッケ地区の一部として発展しているが、住所地としては独立している。また、ラーハル（Lahall）はメンリッケの南にある住宅地である。
メンリッケ北部の国道27号線／40号線沿いには、メンリッケビジネスパーク（Mölnlycke företagspark）やソルステン工業地域（Solstens industriområde）がある。

## 交通
メンリッケとその周辺の交通はバスが中心となっている。メンリッケターミナルを発着するヴェストトラフィーク（Västtrafik）が運行するバス路線は次の通り。
- グレーンエクスプレス（Grön express）（クングエルヴ（Kungälv） - イェーテボリ - メンリッケ）
- リーラエクスプレス（Lila express）（トゥーシュランダ（Torslanda） - フレールンダ（Frölunda） - メンダール - メンリッケ）
- 516系統（パティッレ（Partille） - エイェシェー（Öjersjö） - メンリッケ）
- 601系統（ベーナレビー（Benareby） - メンリッケ - イェーテボリ）
- 605系統（メンリッケ - フェレトーグスパルケン（Företagsparken） - ヘレネダール（Helenedal） - ヘーデン（Heden））
- 611系統（ボッレビグド（Bollebygd） - メンリッケ）
- 751系統（メンリッケ - メンダール - フレールンダ）

鉄道は、イェーテボリとボロース（Borås）を結ぶ線のメンリッケ駅がある。平日は、ヴェストトラフィークが運行する列車が、上下ともに概ね1時間に1本程度停車するが、土日祝日は数本程度しか停車しない。なお、イェーテボリからボロースを経てカルマル方面とを結ぶ中距離列車（レギオナールトーグ スウェーデン語: Regionaltåg）は通過する。
車は、イェーテボリ中心地から国道27号線／40号線で空港・イェンシェーピング（Jönköping）方面へ10分程度。

## 文化
1990年に建てられたメンリッケ文化会館（Mölnlycke kulturhus）は、コンサートや演劇、映画上映に利用されるホールがある。また、ヴェンデルスベリ国民高等学校が運営する、ヴェンデルスベリシアター・スクールシーン（Wendelsbergs Teater och Skolscen）では、学生によるパフォーマンスが催されている。
音楽では、メンリッケ管弦楽団（Mölnlycke musiksällskaps blås- och stråkorkestrar）に加え、メンリッケビッグバンド（Mölnlycke storband）などのアンサンブルグループが数十年にわたって活動している。
メンリッケ出身の文化人や芸能人では、イングヴァル・オルズベリ（Ingvar Oldsberg スポーツライター・司会者）、マティーアス・“イア”・エークルンド（Mattias "Ia" Eklundh ギタリスト）、マッティン・バッゲ（Martin Bagge 歌手・作曲家）、ダン・コルン（Dan Korn 民族学者・作家・写真家）、キャロリーン・ヴェンネルグレン（Caroline Wennergren 歌手）、ラールフ・ギッレンハンマル（Ralf Gyllenhammar 歌手・ギタリスト）などがいる。
メンリッケで文化的価値のある建築や文化財は、ローダ教会（Råda kyrka）、ローダセテリー（Råda säteri 屋敷と農園）、ロンゲネース（Långenäs ランドヴェッテル湖畔にある屋敷と庭園）などがある。

## スポーツ
メンリッケには、メンリッケIF（サッカー）、シエヴァッラ・フリスクスポーツクラブ（オリエンテーリング、サッカー、体操など）、ピクスボー体操クラブ、ローダBMK（バドミントン）、ピクスボー・ヴァッレンスタムIBK（フロアボール）などのスポーツクラブがある。また、ローダセテリー地区には乗馬クラブがある。ヴェンデルスベリ国民高等学校では以前、障害者スポーツ、ゴールボールの大会が毎年行われていた。
なおサッカークラブのメンリッケIF（メンリッケ・イー・エフ）は、1921年に設立された。2013年現在は、6部リーグにあたる、ディヴィション4・イェーテボリ地区Bに所属している。